# 福岡県道54号福岡志摩前原線
福岡県道54号福岡志摩前原線（ふくおかけんどう54ごう ふくおかしままえばるせん）は、福岡県福岡市西区から糸島半島を経由して、糸島市に至る県道（主要地方道）である。

## 概要
福岡市西区今宿2丁目から糸島市前原中央3丁目に至る。概ね糸島半島の海沿い、もしくは海寄りの地域を通る。糸島市志摩桜井から志摩野北の野北交差点までの区間は糸島半島中北端部にある彦山の北側を通り、道幅が狭くカーブと坂が多い。この区間に並行し、彦山の南側を通る福岡県道567号桜井太郎丸線と市道の方が道幅が広く走行が容易である。
糸島市内の桜井二見ヶ浦から福岡県道571号小富士加布里線が分岐する小富士交差点までの区間にはサンセットロードの愛称名が付けられている。

### 路線データ
- 起点：福岡県福岡市西区今宿2丁目（今宿交差点、国道202号交点）
- 終点：福岡県糸島市前原中央3丁目（西町交差点、国道202号交点、福岡県道522号筑前前原停車場線終点）

## 歴史
- 1993年（平成5年）5月11日 - 建設省から、県道福岡志摩前原線が福岡志摩前原線として主要地方道に指定される[1]。
- 2023年（令和5年）6月24日 - 芥屋1工区（糸島市志摩岐志、1.1 km）が開通する[2]。

## 路線状況

### 通称
- サンセットロード

### 重複区間
- 福岡県道507号宮ノ浦前原線（福岡市西区大字小田 - 福岡市西区大字宮浦）

### 道路施設

#### 橋梁
- 今津橋（今津湾、福岡市西区）
- 大原橋（大原川、福岡市西区）
- 志摩橋（小金丸川、糸島市）
- 元禄橋（相川、糸島市）
- 道目木橋（糸島市）
- 加布羅橋（雷山川、糸島市）

## 地理

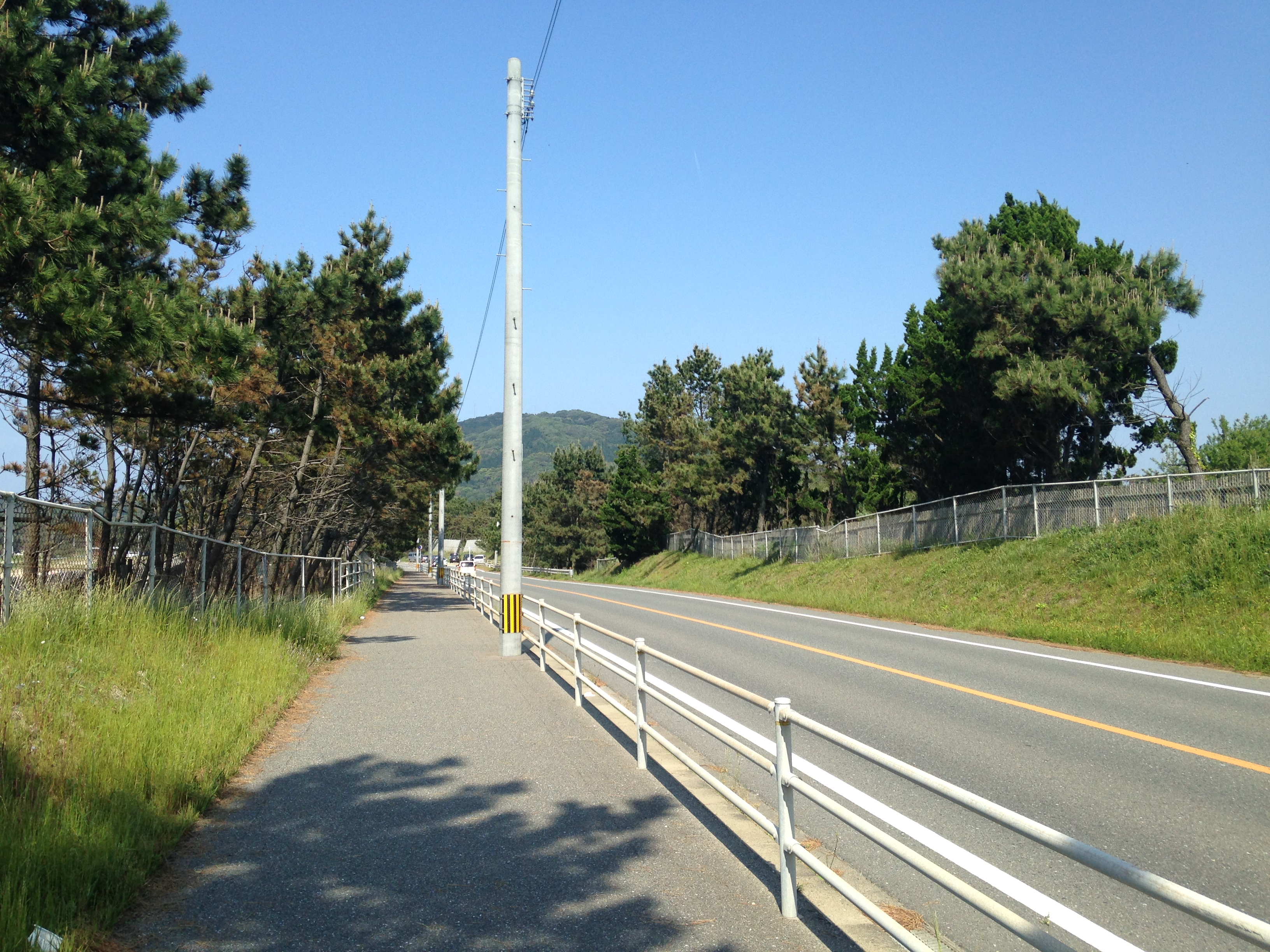
福岡市西区大字西浦

### 通過する自治体
- 福岡市（西区）
- 糸島市

### 交差する道路
| 交差する道路                            | 市町村名 | 市町村名 | 交差する場所  | 交差する場所      |
| --------------------------------------- | -------- | -------- | ------------- | ----------------- |
| 国道202号                               | 福岡市   | 西区     | 今宿2丁目     | 今宿交差点 / 起点 |
| 福岡県道85号福岡志摩線                  | 福岡市   | 西区     | 横浜1丁目     | 横浜交差点        |
| 福岡県道566号大原周船寺停車場線         | 福岡市   | 西区     | 今津          |                   |
| 福岡県道507号宮ノ浦前原線 重複区間起点  | 福岡市   | 西区     | 大字小田      |                   |
| 福岡県道507号宮ノ浦前原線 重複区間終点  | 福岡市   | 西区     | 大字宮浦      |                   |
| 福岡県道567号桜井太郎丸線               | 糸島市   | 糸島市   | 志摩桜井      |                   |
| 福岡県道85号福岡志摩線                  | 糸島市   | 糸島市   | 志摩野北      | 野北交差点        |
| 福岡県道604号芥屋大門公園線             | 糸島市   | 糸島市   | 志摩芥屋      |                   |
| 福岡県道506号船越前原線                 | 糸島市   | 糸島市   | 志摩御床      | 松原交差点        |
| 福岡県道571号小富士加布里線             | 糸島市   | 糸島市   | 志摩小富士    | 小富士交差点      |
| 福岡県道506号船越前原線                 | 糸島市   | 糸島市   | 新田          | 加布羅交差点      |
| 福岡県道506号船越前原線 / バイパス      | 糸島市   | 糸島市   | 前原北2丁目   | 北新地2号交差点   |
| 国道202号 福岡県道522号筑前前原停車場線 | 糸島市   | 糸島市   | 前原中央3丁目 | 西町交差点 / 終点 |

### 沿線
- 元寇防塁（今津）
- 今津運動公園
- 福岡市海釣り公園
- 福岡市立北崎小学校
- 福岡市立北崎中学校
- 二見ヶ浦
- 志摩シーサイドカンツリークラブ
- 糸島市立志摩中学校
- 芥屋ゴルフクラブ
- 岐志漁港
- 新町遺跡展示館
- 可也山
- JR九州筑肥線 筑前前原駅